# Alcímenes de Mègara
Alcímenes (en grec antic Ἀλκιμένης, Alkimenes) fou un poeta tràgic grec, nascut a Mègara, que només es coneix perquè el menciona Suides.